# Mauri (gruppo etnico)
Il termine mauri (in arabo ﺑﻴﻀﺎﻦ bayḍān, "i bianchi", in zenaga guḍajen) designa le popolazioni di pelle bianca nell'area sahariana della Mauritania e nei paesi vicini (Senegal, Mali).
La maggior parte di essi sono di origine berbera, anche se la lingua oggi prevalente è la hassania, un dialetto arabo. Si tratta di circa un milione di individui, di religione islamica, che esercitano perlopiù la pastorizia nomade, divisi in tribù spesso in conflitto tra di loro.

## Il termine
Secondo altri storici la parola Mauri deriverebbe dal fenicio mauharin, occidentale. Le popolazioni dimoravano nelle regioni estremo occidentali del deserto sahariano, tra Marocco e Senegal, in particolare nella Mauritania occidentale.

## Organizzazione sociale
I vari gruppi e tribù maure sono il risultato di una storia sociale particolarmente complessa che si perde in epoche remotissime e fatta di migrazioni, conquiste e sconfitte.
L'organizzazione sociopolitica dei Mauri è molto gerarchizzata e rigorosamente divisa in classi: si ripartiscono in tribù nobili, in guerrieri di origine araba (hasan) unici ad avere il diritto a portare le armi, i marabutti di origine berbera (zwaya o tolba) che sono dediti allo studio e alla preghiera, i tributari (znaga o zenaga), i prigionieri ('abid), gli artigiani raggruppati in caste (ma'llamin), gli stregoni e gli schiavi affrancati, spesso neri (harratin). Ogni tribù porta il nome del suo fondatore e può essere formata da più famiglie, mentre gli schiavi liberati e gli artigiani, che non hanno antenati in comune, sono considerati facenti parte dello stesso gruppo perché forniscono servizi.

## Abitudini
La sorveglianza del bestiame è affidata ai servitori e tributari retribuiti con una parte dei prodotti animali, ma possono anche coltivare un piccolo appezzamento di terreno a beneficio dei loro padroni. I Mauri abitano in tende realizzate con quadrati di lana bruna o cotone bianco. L'alimentazione è costituita da semola, datteri, latticini e in via eccezionale anche da carne. L'uso dell'acqua è rigidamente regolamentata: una tribù ha il diritto prioritario di usare un pozzo scavato sui propri percorsi.
Le distinzioni tra le varie tribù derivano sia dalla loro origine, sia dalla loro posizione geografica legata al clima: nella zona del Sahel, dove le piogge sono regolari, gli spostamenti avvengono in aree precise; nella fascia centrale della Mauritania, dove le precipitazioni sono più irregolari, le migrazioni avvengono su distanze più lunghe; infine in alta Mauritania le tribù seguono semplicemente le piogge.
I marabutti si dedicano principalmente all'insegnamento, alla costruzione dei pozzi e all'organizzazione delle carovane commerciali. Le tasse versate alle tribù dominanti sono: l'ashur equivalente ad un decimo del profitto agricolo e la zakat equivalente ad un quarantesimo del valore delle mandrie.